# Tipula filamentosa
Tipula filamentosa är en tvåvingeart som beskrevs av Alexander 1959. Tipula filamentosa ingår i släktet Tipula och familjen storharkrankar. Inga underarter finns listade i Catalogue of Life.